# Camaricus mimus
Camaricus mimus är en spindelart som först beskrevs av Pietro Pavesi 1895.  Camaricus mimus ingår i släktet Camaricus och familjen krabbspindlar. Inga underarter finns listade.